# Ricardo Alarcón
Pour les articles homonymes, voir Ricardo Alarcon et Alarcon.
Ricardo Alarcón de Quesada (né le 21 mai 1937 à la Havane et mort le 30 avril 2022 dans la même ville) est un homme politique cubain et un professeur de philosophie. Il est président de l'Assemblée nationale de 1993 à 2013.

## Biographie
En 1954, Ricardo Alarcón intègre l'université de La Havane et, au sein de la Fédération étudiante universitaire (FEU), s'engage contre le régime de Fulgencio Batista. L'année suivante, il devient secrétaire à la culture dans la Fédération, et rejoint le Mouvement du 26 juillet dirigé par Fidel Castro. Après la victoire de la Révolution en 1959, il est vice-président de la FEU, puis en est président de 1961 à 1962.
C'est alors que commence sa carrière dans la politique étrangère. En 1962, il est directeur du département Amérique au Ministère des Affaires étrangères. De 1966 à 1978, il est ambassadeur permanent de Cuba auprès de l'ONU, vice-président de l'Assemblée générale de l'ONU, président du Conseil d'administration du Programme des Nations unies pour le développement, et vice-président du Comité pour l'exercice des droits inaliénables du peuple palestinien de l'ONU. Promu en 1978 au poste de vice-ministre des Affaires étrangères, il en devient ministre en 1992.
L'année suivante, il est élu député dans la municipalité de la Plaza de la Revolución à la Havane. Il met fin à ses fonctions de ministre, et devient président de l'Assemblée nationale du pouvoir populaire, charge à laquelle il a été réélu en 1998, 2003 et 2008. Il est également membre du Bureau politique du Parti communiste de Cuba et occupe une chaire de philosophie à l'université de La Havane. En février 2013, il quitte ses fonctions de président de l’Assemblée, puis quitte également le Comité central du parti en juillet, à l'âge de 76 ans, sans que l'on connaisse les raisons de cette probable disgrâce.